# Kabatiella borealis
Kabatiella borealis är en svampart som först beskrevs av Ellis & Everh., och fick sitt nu gällande namn av Arx 1957. Kabatiella borealis ingår i släktet Kabatiella och familjen Dothioraceae.   Inga underarter finns listade i Catalogue of Life.